# 元暦
元暦（、旧字体：元曆）は、日本の元号の一つ。寿永の後、文治の前。1184年から1185年までの期間を指す。この時代の天皇は後鳥羽天皇。
源氏と平家の争乱の時代で、平家方ではこの元号を使用せず寿永を引き続き使用していた。

## 改元
- 寿永3年4月16日（ユリウス暦1184年5月27日） 改元
- 元暦2年8月14日（ユリウス暦1185年9月9日） 文治に改元

## 元暦期におきた出来事
- 元暦2年（寿永4年）2月19日 　屋島の戦い
- 元暦2年3月24日 　壇ノ浦の戦い。平家が滅亡
- 元暦2年7月9日　元暦大地震が起こる。地震の震源は京都盆地北東部で、マグチュードは7.9と推定されている[1]。

## 西暦との対照表
※は小の月を示す。
| 元暦元年（甲辰） | 一月※     | 二月  | 三月※ | 四月※ | 五月  | 六月※ | 七月  | 八月 | 九月※ | 十月  | 十一月 | 十二月※  |
| 寿永三年         | 一月※     | 二月  | 三月※ | 四月※ | 五月  | 六月※ | 七月  | 八月 | 九月※ | 十月  | 十一月 | 十二月※  |
| ---------------- | --------- | ----- | ----- | ----- | ----- | ----- | ----- | ---- | ----- | ----- | ------ | -------- |
| ユリウス暦       | 1184/2/14 | 3/14  | 4/13  | 5/12  | 6/10  | 7/10  | 8/8   | 9/7  | 10/7  | 11/5  | 12/5   | 1185/1/4 |
| 元暦二年（乙巳） | 一月      | 二月※ | 三月  | 四月※ | 五月※ | 六月  | 七月※ | 八月 | 九月※ | 十月  | 十一月 | 十二月   |
| 寿永四年         | 一月      | 二月※ | 三月  | 四月※ | 五月※ | 六月  | 七月※ | 八月 | 九月※ | 十月  | 十一月 | 十二月   |
| ユリウス暦       | 1185/2/2  | 3/4   | 4/2   | 5/2   | 5/31  | 6/29  | 7/29  | 8/27 | 9/26  | 10/25 | 11/24  | 12/24    |